# 関白相論
関白相論（かんぱくそうろん）は、天正13年（1585年）に二条昭実と近衛信輔の間で発生した関白の地位を巡る朝廷内の争い。これは、この年に羽柴秀吉が内大臣に昇進した事をきっかけとした人事抗争であるが、結果的に当事者の2人を差し置いて秀吉が関白に就任することになり、豊臣政権にとっては大きな画期となる。

## 相論発生以前
天正7年（1579年）、織田信長は、それまでついていた右大臣兼右近衛大将の官職を辞任してから、散位の状態のままにあった。当時、大臣が辞任して数年間散位になることは珍しくはなかったが、天下統一を目前にして何らの官職についていないことは朝廷を困惑させた。もっとも信長は、代わりに嫡男信忠の官位昇進の要望を出しており、朝廷の官位に全く関心がなかった訳ではなかった。
天正10年（1582年）5月、朝廷は安土城の信長に使者を送って征夷大将軍・関白・太政大臣のうちから希望する官職に任じる用意があることを伝えた（三職推任問題）。だが、6月2日（1582年6月21日）、信長は前右大臣の身分のまま本能寺の変で明智光秀に討たれた。このため、信長がこの問題にどう対応しようとしたのかについて諸説に分かれている（拒絶したとする説、征夷大将軍あるいは太政大臣に就任することを内諾したとする説、結論が出る前に討ち死にしたとする説）。
山崎の戦いで光秀を討ち、続いて賤ヶ岳の戦いで柴田勝家を滅ぼして信長の後継者の地位を確実にしたのは、羽柴秀吉であった。残る全国の大名との戦いと並行し、天下平定の拠点として大坂城を築城した秀吉は天正13年3月10日（1585年4月9日）、前年に従三位に叙されてからわずか4ヶ月で内大臣に昇った。

## 発端
秀吉が内大臣になる前年の天正12年12月、それまで関白左大臣であった一条内基が二条昭実に関白を譲り、当面は左大臣・一条内基、関白右大臣・二条昭実、内大臣・近衛信輔の体制で当面続くはずであった。しかし、正親町天皇の譲位を控え、長年譲位の妨げになってきた譲位後の仙洞御所も秀吉の手で完成の運びとなり、その論功行賞の必要も生じた。更に豊臣政権の確立を間近に控え、秀吉にそれ相応の官職を与える必要性が出てきた。
問題の天正13年の朝廷の人事については、『公卿補任』をはじめ当時の朝廷人事に関する史料、記録、文書の日付がバラバラで余りにも錯綜しているため、同年前半の任官記録を矛盾なく並べることが事実上不可能で、歴史学者の間でも頭を悩ませている問題であるが、大まかな流れとして左大臣が一条内基から二条昭実、更に近衛信輔に移り、右大臣は二条昭実から近衛信輔、更に菊亭晴季（前内大臣）に移り、内大臣は菊亭晴季から近衛信輔を経て秀吉の就任に至ったと考えられている。遅くとも天正13年5月段階では関白・二条昭実、左大臣・近衛信輔、右大臣・菊亭晴季、内大臣・羽柴秀吉が在任していたとされている。更に予定では菊亭晴季の辞任を前提に秀吉を右大臣に昇進させ、二条昭実は1年程度の関白在任を経て近衛信輔に関白を譲り、信輔は引き続き左大臣を兼ねる予定であったようである。
ところが、秀吉は右大臣就任の打診に対して事実上拒否を表明したのである。理由は「主君であった信長は右大臣を極官として光秀に殺害されており、右大臣は縁起が悪いので出来るならば右大臣は避けて左大臣への昇進をお願いしたい」というものであった。朝廷内部では天下人・秀吉を遇するには内大臣では不足であると考えられており、秀吉が右大臣を嫌って左大臣を望む以上、要求通りにするために現在の左大臣である近衛信輔を辞任させて、秀吉を左大臣に昇進させることは避けられないと考えられていた。

## 近衛・二条の相論
これを聞いた近衛信輔は、前官（前職大臣）の状態で関白となることを嫌い、在任わずか半年の二条昭実に関白を譲るように迫った。信輔は「近衛家では前官の関白の例はない」と主張して、左大臣を秀吉に譲る前に現職の大臣として関白に就任したい旨を正親町天皇に奏上した。これに対して、昭実は「二条家では初めて任命された関白が1年以内に辞めた例はない」と主張して信輔の理不尽な要求を退けるように訴えた。
天正13年の5月から6月にかけて、当時相論で行われていた「三問三答」と呼ばれる手続きに従い、信輔は4度（本来は3度であるが補足として4度目の意見書を出した）、昭実は3度意見書を提出して、互いに自己の主張の正当性と相手の主張の誤りを述べた。そして、最後には信輔が摂関家筆頭としての近衛家の立場を強調すれば、昭実も正平の一統後の混乱下での二条家による後光厳天皇擁立の功績を挙げるなど、議論は泥沼化の様相を見せ始めた。
これにより、朝廷内部は信輔派と昭実派の二派に分かれたものの、一見暴論でありながらも、予想外の事態で左大臣を失うことになるかもしれない信輔への同情は意外に強く、決着のつく見通しは立たなかった。

## 秀吉の関白就任
そこで、信輔と昭実は争うように大坂城の秀吉の許を訪問して、自己の正当性を主張した。前田玄以から報告を受けた秀吉は、玄以や菊亭晴季らと事態の収拾策について協議した。ここで晴季は、先年の信長への三職推任問題を念頭に、関白就任を秀吉に勧めた。秀吉もこれに賛同し、晴季と玄以は早速、先に引退していた信輔の父・近衛前久（元関白・太政大臣）に対して、秀吉を前久の猶子として関白を継がせ、将来的には信輔を後継として関白職を譲る案を提示した。
前久からすれば、元から秀吉との関係は良好でなかった。本能寺の変の当時、京の二条衣棚（現・京都市中京区）に織田信長の嫡男・信忠が籠城して討ち死にすることになる二条新御所という城館があった。それ以前この隣接地に秀吉は屋敷を有していたが、天正8年（1580年）に信長によって没収されて、お気に入りであった前関白・前久に献上されていた（『兼見卿記』）。皮肉にも本能寺の変の際、近衛家家人が逃げ出したこの屋敷を明智光秀軍が占拠しそこから二条新御所を攻撃したという話があり、やがてそれに尾ひれが付いて前久自身が光秀に加担したとの風説が流され、秀吉から前久は疑われていたのである。これに加え、藤原氏以外に関白の地位が移ることは屈辱的であった。
しかし、近衛家の立場からすれば、
1. 秀吉は名目上あくまで近衛家の一員として関白を継ぐこと
2. 問題の長期化によって、昭実が関白を1年以上務めれば、結果論的に昭実の論が正しかったとされる可能性があり、近衛家は面目を失うこと
3. 将来は信輔に関白の地位が譲られること
4. 現時点で日本国内に秀吉に対抗しうる勢力が最早存在しないこと

から前久は秀吉の要求に屈するほかなかったのである。
天正13年7月11日（1585年8月6日）には、秀吉は近衛前久の猶子として関白宣下を受け、同時にこの相論の当事者である二条昭実・近衛信輔、そして菊亭晴季に従一位が授けられ、併せて近衛家に1000石、他の摂家に500石の加増があった（なお、秀吉の左大臣または右大臣昇進については見送られ、引き続き近衛信輔と菊亭晴季が任じられている）。

## 武家関白制
近衛親子を初めとする五摂家が秀吉の関白就任を容認したのは、天下人である秀吉が相論収拾のため一時的に関白に就任し、時が来れば近衛信輔に地位が譲られて、再び以前のように五摂家間の持ち回りになるものと解釈されていたからである。
ところが間もなく、秀吉は菊亭晴季と相談して、天皇から新たな姓を下賜されることを望むようになる。翌年9月9日（1586年10月21日）には秀吉は豊臣の姓を賜り、続いて後陽成天皇の即位に併せて太政大臣に昇進したのである。これによって、藤原良房以来700年にわたって継続されてきた藤原氏の摂政関白が中断される事態となった。さらに秀吉は、実子の不在を理由に新天皇の弟六宮胡佐丸を猶子とし、将来的には正式な豊臣氏の養子として関白を譲る意向であることを、天正16年（1588年）の聚楽第行幸の際に後陽成天皇に奏上している。これは明らかな近衛家側との約束違反であったが、譲る相手が天皇の実弟である以上、異論は許されないことであった。それもまた、天正17年5月27日（1589年7月9日） に秀吉の側室淀殿が男子・鶴松を生んだことで白紙とされ、この年の12月29日（1590年2月3日）、親王宣下を受けて「智仁親王」と名乗った六宮に八条宮家を創設させたことで、秀吉は天皇に対して鶴松を自分の次の関白にすることを納得させたのである。
秀吉は、関白を公家である藤原氏に代わって武家である豊臣氏による世襲とし、これを征夷大将軍に代わる「武家の棟梁」と位置づけることで、全国の公家と武士を一括して統率しようとしたのである。そのために徳川家康をはじめ、臣従した諸大名や石田三成・加藤清正ら譜代の家臣たちに次々と官職を授け、本来は公家主体のものであった官位体系に組み込もうとした（武家関白制）。さらに、天正19年（1591年）に鶴松が病死すると、秀吉は甥の秀次（内大臣）を養子として関白の地位を譲り、関白を豊臣氏の世襲とする意思を改めて表明し、自分は太政大臣在任のまま実権を保持し続けた。秀吉は「関白ノ濫觴ハ一天下ヲアツカリ申ヲ云也、而ニ今秀吉四海ヲ掌ニ握レリ、五家ヲコト／＼ク相果サレ候トモ、誰カ否ト申すヘキ」（関白の始まりは天下を預かる職とのことだが、今は秀吉が天下を掌握しているのだから、五摂家が悉く相果てても誰が否と言うのか）と公言し、後に近衛信輔が処分された際には後陽成天皇に対して、何処も切り従えていない五摂家が摂関を持ち回りしていること自体が「おかしき次第」であると奏上している。元の五摂家は「有職」を家業とするとされたが、現実には改元に対する勅答以外の職務は無かった。
これに対して、相論の原因を作った近衛信輔は、一夜にして700年続いた摂関家の伝統を潰した人物として公家社会から孤立を深めた。これに苦悩した信輔は、次第に「心の病」に悩まされるようになり、文禄元年（1592年）に左大臣を辞任する。そしてついに、関白就任が駄目ならば内覧に就任したいという意向を述べるに至る。これが秀吉の怒りを買って、文禄3年（1594年）に薩摩国へ左遷（事実上の流罪）となり、後任の左大臣に内大臣の秀次が任じられた。ところが信輔左遷の翌年に突如、関白左大臣秀次が秀吉の怒りを買って切腹を命じられ、続いて秀次の側室の父であった右大臣菊亭晴季も連座して越後国に流罪となった。これは淀殿が再度男子（後の豊臣秀頼）を生んだためであると言われている。このために、朝廷は太政大臣である秀吉以外には関白も大臣も不在という異常事態となり、宮中行事も滞ることになった。それでも秀吉は、秀頼が成人するまで武家関白制を守るため、慶長元年（1596年）に武家である徳川家康を内大臣に昇進させた以外は、一切の関白・大臣の就任を認めようとしなかった。さらに、秀吉が諸大名ら武家にも気前良く官位を与えたために、ただでさえ不足気味であった官位が全体的に不足することとなった。このため、公家の官位昇進が完全に停滞し、仮に大臣を任命しようにもその要件を満たした公卿がいないという有様になっていった。また、武家は秀吉のために国内外で軍役を担う存在であり、公家としての家職を嗜み朝役に従う存在ではなかった。だが、彼らの存在は朝儀公事の場で公家が家職を実修する機会奪い、狭めるものとなり、更に摂関や大臣から排除されたことで、豊臣政権下での天皇の権威上昇に反して公家社会は未曾有の危機を迎えた。
慶長3年8月18日（1598年9月18日）に秀吉が病死すると、唯一の大臣となった徳川家康はただちに、帰京を許されていた菊亭晴季を右大臣に還任させる手続をとって応急の措置とした。続いて慶長5年（1600年）の関ヶ原の戦いで勝利すると、家康は織田政権時代の天正10年（1581年）に関白左大臣を辞任した九条兼孝を、豊臣政権側の反対を押し切って20年ぶりに還任させたものの、その後も家康が菊亭晴季に代わって右大臣となれば秀頼が内大臣となってそのまま関白に就任するだろうという風説がたびたび流された（慶長7年（1602年）、毛利輝元宛て繁沢元氏書簡）。
しかし慶長8年（1603年）、徳川家康は征夷大将軍となり江戸幕府を開き、続いて風説通りに家康は源氏長者・右大臣・秀頼には内大臣昇進があったものの、幼少であるという理由で関白は引き続き兼孝が務めることとなった。慶長10年（1605年）、秀頼は右大臣に昇ったものの、関白は九条兼孝に代わって一連の問題の発端となった近衛信尹（信輔改め、慶長6年（1601年）左大臣還任）が相論発生以来21年目にして任命され、五摂家による持ち回りが復活した。ここにおいて名実ともに豊臣政権とその根幹にあった武家関白制は完全に崩壊したのである。以後、徳川将軍家は武家の棟梁である征夷大将軍と、公家を含めた全ての源氏を統率する源氏長者を兼ねて、武家と公家の双方を支配することになる。
その後、慶長16年3月21日に後水尾天皇の即位に合わせて14名、4月21日には19名の公家の一斉昇進が行われ、豊臣政権時代に昇進が停滞してしまった公家の昇進人事が一括して行われ、次いで豊臣氏が滅亡した元和元年（1615年）に制定された「禁中並公家諸法度」に公家官位と武家官位の完全分離が図られたのも、豊臣政権末期の官位を巡る朝廷の混乱を知る家康にとっては当然のことであったのである。